# Mohamed Ali Assad-Bahador

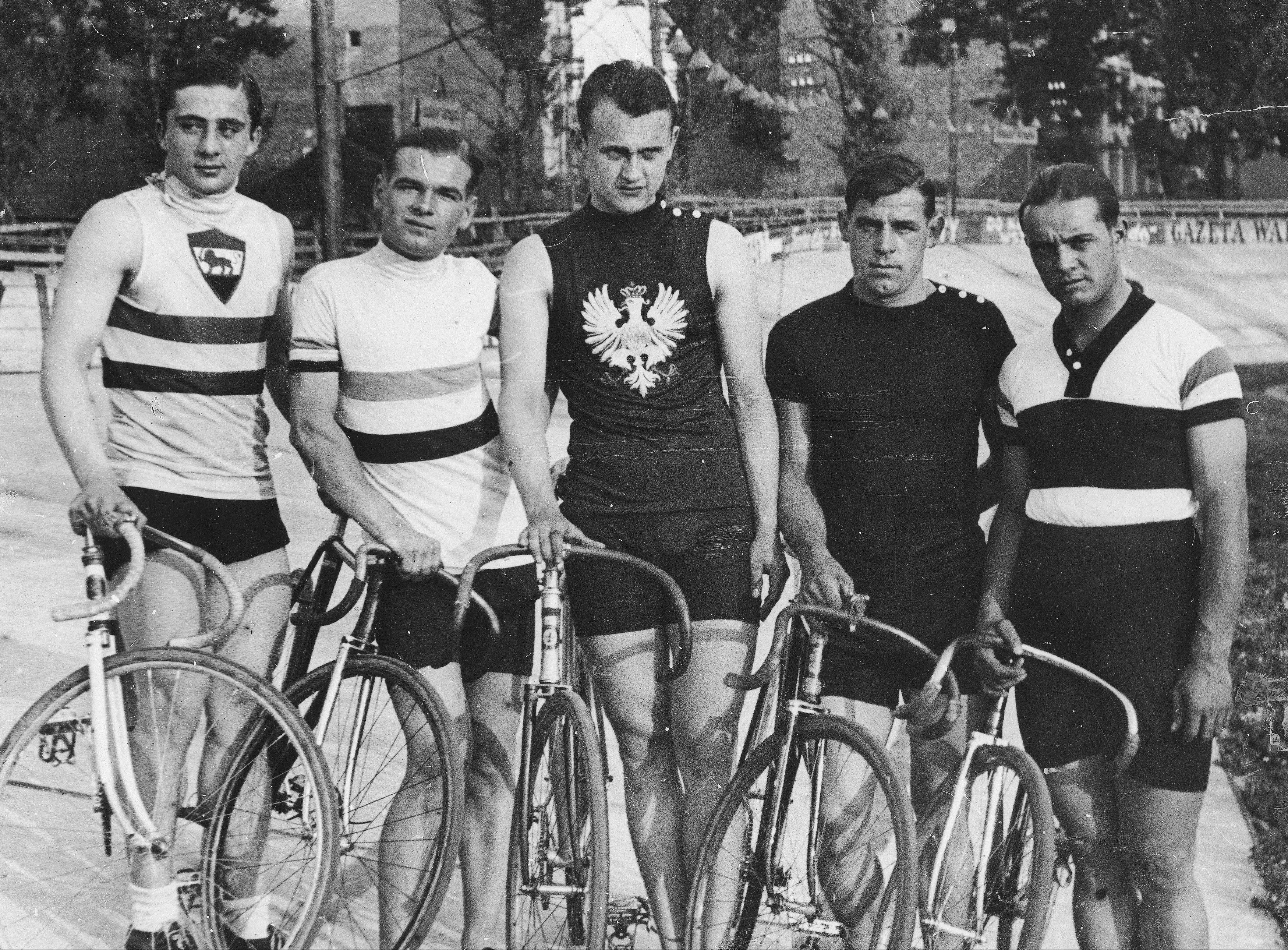
Compétition sur la piste de Dynasy à Varsovie, juin 1931, de gauche à droite : Assad-Bahador, René Mouhot, Henryk Szamota, Nino Mozzo, A. Scheuchzer.

Mohamed Ali Assad Bahador, connu aussi comme Dodo Assad Bahador ou Ali Bahador, né en 1912 et mort à une date inconnue, est un coureur cycliste puis acteur iranien.

## Biographie
Mohamed Ali Assad Bahador est le fils de Assadollah Khan Assad Bahador, diplomate perse,, et de Liliana, une Polonaise. Il a une sœur Ninon qui fut mariée avec Felix Aghayan, sénateur iranien.
En juin 1931, il remporte la finale scratch dans une compétition cycliste internationale sur la piste du WTC à Dynasy (pl) à Varsovie et, deux mois plus tard, il participe aux championnats du monde de cyclisme sur piste à Copenhague,. En septembre 1931, il remporte le 1000 mètres du match Pologne-Hongrie. Le 5 juin 1932, Il participe à la course classique du WTC à Varsovie, et , il est  considéré comme le meilleur sprinter cycliste de Pologne. Il peut compter sur le soutien d'un grand nombre d'admirateurs. Le 2 octobre 1932, il participe à une compétition sur la piste du parc Helenów (en) à Łódź, où il affronte les champions polonais Kazimierz Majewski et Stefan Popończyk,. En juin 1933, il participe à une autre course du WTC. Cet événement marque les adieux de Assad-Bahador au public polonais : à la fin de l'année, son père est transféré dans une mission diplomatique à Stockholm. Pendant plus d'un an, il étudie à Bruxelles puis à Stockholm.
Il s'inscrit puis déclare forfait au Tour de Belgique 1935.
En novembre 1937, il raconte à un journaliste polonais : « J'ai obtenu une licence de la fédération internationale et j'ai couru avec Jef Scherens, Lucien Michard et d'autres grands de la piste. Une fois, j'ai même commencé dans une équipe belge avec Henryk Szamota. ».
Il aurait épousé une britannique et partagé sa vie entre l'Europe et l'Iran. Enfin, il a joué des rôles secondaires dans les films Le Désir, Le Tigre se parfume à la dynamite, Le Voyou de Germán Lorente et Docteur Jivago avec Omar Sharif dans le rôle principal.